# Боряна Братоева
Боряна Братоева е българска театрална и филмова актриса.

## Биография
Боряна Братоева е родена на 2 юни 1989 г. във Варна. Завършва Математическата гимназия във Варна. Учи две години право, а след това завършва актьорство за драматичен театър в НАТФИЗ „Кръстьо Сарафов“ в класа на проф. Маргарита Младенова. Става част от трупата на Драматичен театър „Н. О. Масалитинов“ в Пловдив. Водеща на 11 сезон на „Гласът на България“. 

## Театрални постановки
Боряна Братоева дебютира като Кара Палавеева в постановката на Пловдивския Драматичен театър „Сестри Палавееви“ по едноименния роман на Алек Попов. За ролята си получава награда в категория дебют за Съюз на артистите в България.  Участва също в мултимедийния спектакъл „Одисей“. 

## Телевизионни сериали
- „Седем часа разлика“ (2011 – 2013), Би Ти Ви – Мая Стоева
- „Дървото на живота“ (2013) – Екатерина
- „Съни бийч“ (2020), Би Ти Ви – Виктория Крумова
- Майките (2025) - Явора Христова

## Кариера на озвучаваща актриса
Боряна Братоева изпълнява ролята на Нае-ил в аудио варианта на романа на Николай Йорданов „Не казвай на мама“. 